# Deetz
Deetz is een Duits dorp, Ortsteil van Zerbst in de Duitse deelstaat Saksen-Anhalt, en maakt deel uit van de Landkreis Anhalt-Bitterfeld.
Deetz telt 736 inwoners.